# Tokyo Express
Tokyo Express est le nom donné par les alliés au transport maritime de ravitaillement et de renforts effectué la nuit par des navires de la marine impériale japonaise dans les Salomon et en Nouvelle-Guinée durant la guerre du Pacifique lors de la Seconde Guerre mondiale. Ce transport impliquait des navires rapides comme des destroyers capables de livrer le matériel à destination et de revenir à leur base en une seule nuit pour éviter l'aviation alliée.

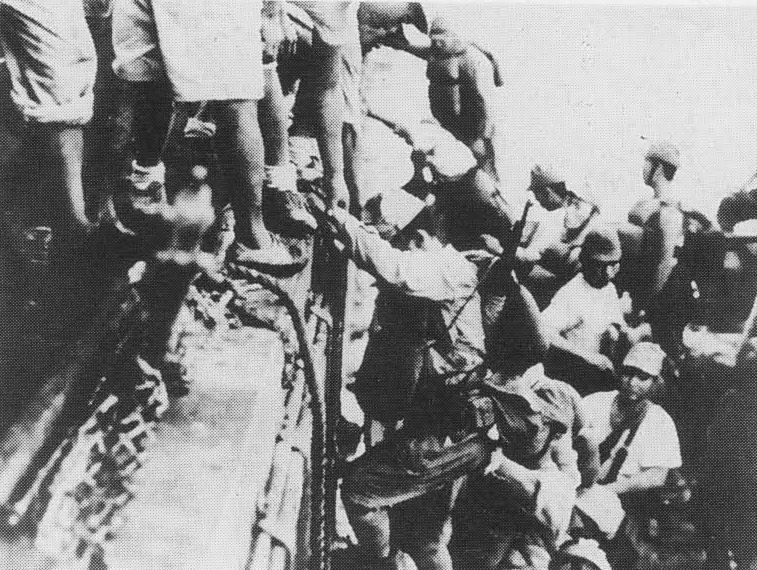
Des troupes japonaises embarquent sur un navire de guerre pour le « Tokyo Express » dans le courant de 1942

## Origine du nom
Le nom initial de ce ravitaillement était « Cactus Express » qui fut inventé par les troupes alliées déployées sur l'ile de Guadalcanal en référence au nom de code de l'opération. Ils abandonnèrent ce surnom après que la presse eut inventé le terme de "Tokyo Express" pour protéger le nom de code. Selon l'historien américain Thomas C.Reeves, l'expression Tokyo Express serait due à l'amiral William F. Halsey. Les japonais appelèrent ces missions Transport Rat (鼠輸送, nezumi yusō) car elles avaient lieu la nuit.

## Organisation et histoire
Ce type de transport était nécessaire du fait de la supériorité aérienne alliée dans le Pacifique Sud après les débarquements sur l'île de Guadalcanal et l'installation d'une base aérienne en août 1942. Le ravitaillement diurne des garnisons disséminées sur les multiples îles de la région par des cargos s'est rapidement révélé extrêmement vulnérable aux attaques aériennes. L'amiral Isoroku Yamamoto a donc autorisé l'utilisation de navires rapides permettant le transport lorsque les conditions étaient favorables. La plupart des navires utilisés étaient stationnés à Rabaul ou à Bougainville.
Le Tokyo Express a commencé peu après la bataille de l'île de Savo en août 1942 et continua tout au long de la campagne des îles Salomon jusqu'à la bataille du cap Saint-George, où un convoi japonais fut décimé le 26 novembre 1943. Les destroyers n'étaient pas configurés pour le transport et la cargaison était bien souvent jetée par-dessus bord à l'intérieur de tonneaux étanches reliés entre eux. Cette méthode, bien que rapide, n'en était pas moins aléatoire et il arrivait souvent que moins de la moitié de la cargaison puisse être récupérée.

## Analyse stratégique
Cette tactique doit être mise en regard avec la stratégie japonaise. Le Japon était entré en guerre pour s'approprier les ressources naturelles qui lui manquaient et en particulier le pétrole. Il était donc indispensable de mettre en place un système sécurisé pour rapatrier les richesses vers la métropole car la moindre rupture de l'approvisionnement aurait eu des conséquences catastrophiques. Il n'en fut pourtant rien car la stratégie purement offensive de l'armée japonaise ne cadrait pas avec l'activité purement défensive de l'escorte de convois. Ainsi, le Japon se lança dans la construction de monstres cuirassés comme le Yamato tout en négligeant la construction d'escorteurs. Le résultat fut désastreux, car les antiques destroyers japonais ne purent lutter contre les sous-marins américains qui coulèrent 90 % de la flotte marchande japonaise.
De même la stratégie nipponne de résister jusqu'au dernier homme lui fut fatale. En effet, la tactique du saute-mouton appliquée par la marine américaine consistait à débarquer sur une ile puis y installer une base aérienne pour effectuer un blocus des îles alentour. Puisque la capitulation n'était pas une option, il fallait ravitailler ces garnisons sous peine de les voir perdre toute valeur militaire. Faute de cargos, trop peu nombreux, lents et vulnérables, la marine japonaise dut se rabattre sur les destroyers. Cependant, si ceux-ci sont effectivement bien moins vulnérables que les cargos, ils n'en possèdent ni les capacités d'emport ni - surtout - la frugalité : pour acheminer quelques caisses de munitions jusqu'aux garnisons assiégées, ces navires consomment d'énormes quantités de carburant dont le Japon, du fait des sous-marins américains, commençait à manquer cruellement.

## John F. Kennedy et le PT-109
Lors d'une attaque "mal planifiée" sur le Tokyo Express, le torpilleur PT-109 du futur président américain John F. Kennedy fut coupé en deux par l'Amagiri, un destroyer japonais de retour d'une livraison dont la vitesse fut estimée à 30 nœuds (56 km/h) et dont les feux de signalisations étaient bien évidemment éteints.

## La fin
Pour signifier la victoire totale sur la garnison japonaise de Guadalcanal, le général Alexander Patch, commandant des forces au sol, signala à son supérieur l'amiral William F. Halsey que « Le Tokyo Express n'a plus de terminus à Guadalcanal. »